# Гнездилово (Владимирская область)
Гнездилово — село в Суздальском районе Владимирской области России, входит в состав Селецкого сельского поселения.

## География
Село расположено в 7 километрах на юго-запад от райцентра города Суздаль.

## История
Из «Царской жалованной грамоты Суздальскому епископу Варлааму 1578 года февраля 3 дня» видно, что оно было вотчиной Суздальского архиерейского дома ещё при отце Иоанна Грозного. Иоанн Грозный своей жалованной грамотой от 1578 года подтверждает права епископа Суздальского на владение Гнездиловым, а равно и некоторыми другими селами Суздальского уезда.
В селе находились две церкви: холодная, каменная, с приделом во имя святого и чудотворного Николая, построенная в 1824 году, и тёплая, тоже каменная, с престолом во имя святых и чудотворных Суздальских Феодора и Иоанна, построенная в 1857 году; обе церкви построены усердием прихожан. Колокольня каменная. В 1896 году приход состоял из одного села, в котором было 137 дворов, 364 души мужского пола и 415 женского.
В конце XIX — начале XX века село являлось центром Теренеевской волости Суздальского уезда.
С 1929 года село являлось центром Гнездиловского сельсовета Суздальского района, с 1965 года — в составе Селецкого сельсовета.

## Население
| 1859 | 1897 | 1926 |
| ---- | ---- | ---- |
| 667  | 852  | 984  |

| 1859 | 1897 | 1905 | 1926 | 2002 | 2010 | 2021 |
| ---- | ---- | ---- | ---- | ---- | ---- | ---- |
| 667  | ↗852 | ↗923 | ↗984 | ↘42  | ↘31  | ↘20  |

## Достопримечательности
В селе находятся недействующие церковь Николая Чудотворца (1824) и церковь Феодора и Иоанна (1857).

## Археология
На южной окраине Гнездилова на берегах реки Мжары обнаружены древнерусские селища X—XIII веков: Гнездилово-I, Гнездилово-II, Гнездилово-III и Гнездилово-IV. Валентина Горюнова отмечала присутствие в Гнездилове под Суздалем керамики, сходной с западнославянской керамикой типа Фельдберг и Менкендорф. Курганы «на полях села Гнездилова» были в числе первых могильников, исследованных Алексеем Уваровым в 1851 году. Гнездилово — единственный могильник в ближайшей округе Суздаля, в котором выявлены остатки языческих погребений по обряду кремации X — рубежа X—XI веках. На площадке могильника нашли пережжённые кости и около 150 средневековых предметов из цветного металла и железа: целые и фрагментированные украшения, детали костюма и бытовые предметы, помещавшиеся в погребения в X—XII веках как погребальный инвентарь. Многие предметы были оплавлены и деформированы огнём. На селище Гнездилово нашли арабские дирхамы, западноевропейские денарии, драхмы правителя Ирана Хосрова I (531—579 годы) и милиарисии византийского императора Иоанна Цимисхия (969—976 годы). В Гнездилове обнаружено погребение по обряду трупоположения, умершего в возрасте от 25 до 30 лет высокопоставленного члена общины — всадника в могиле 3,3 на 1,6 метра. При нём обнаружили стремена, удила, подпружную пряжку, боевой топорик-чекан, нож, кресала и горшок. Планируется провести генетический анализ останков и изотопный анализ эмали зубов. Втульчатый наконечник остролистной формы (тип 4) с селища Гнездилово 2 датируется возрастом не позднее XI века.
На могильнике найдены четыре боевых топора: узколезвийный топор типа III, по типологии А. Н. Кирпичникова, два топора с опущенным лезвием и вырезным обухом со щекавицами (тип IV) и топор типа IV А, отличающийся более простой конструкцией обуха. Узколезвийные топоры с вырезным обухом рассматриваются как тип, первоначально имевший южнорусское происхождение. Так же как и Шекшово, большое поселение Гнездилово, было одним из мест размещения социальной элиты.